# Dagersheim
Dagersheim ist ein Ortsteil der Kreisstadt Böblingen im gleichnamigen Landkreis Böblingen in Baden-Württemberg. Er liegt westlich von Böblingen am linken und rechten Ufer der Schwippe und ist über die Autobahn A81 und die Bundesstraße B464 erreichbar. Am westlichen Ortsausgang schließt sich das kommunalpolitisch von Dagersheim getrennte Darmsheim an, ein Stadtteil von Sindelfingen. Gleichwohl kooperieren beide Gemeinden über ihre Ortvorsteher und Ortschaftsräte, wie etwa im Bereich der Dagersheimer Vereine, Kirchen und Schulen.

## Geschichte

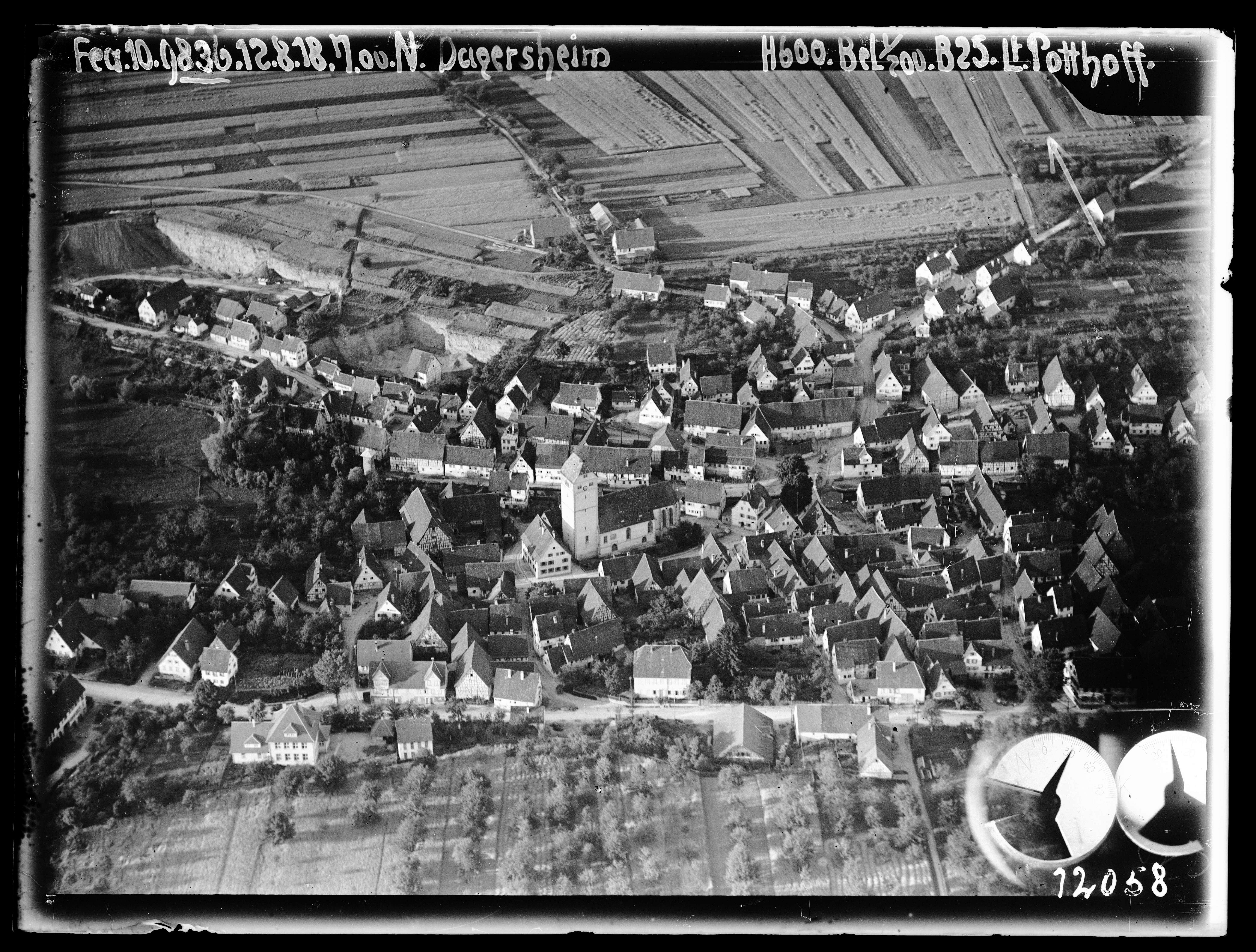
Luftbild von Dagersheim im August 1918

Eine Besiedelung Dagersheims kann ab dem 7. Jahrhundert nachgewiesen werden. Die Grabfunde in den Bereichen Berggasse, Hauptstraße und Geranienstraße weisen auf die Besiedelung durch die Alamannen hin.
Die erste urkundliche Erwähnung Dagersheims liegt in einem Dokument des Grundbesitzers Luitprand von Hausen 1075 vor, in dem er dem Kloster Hirsau drei Hufen (bäuerliche Betriebseinheiten) schenkte.
Die 1191 urkundlich belegte Via Rheni (deutsch: „Rheinstraße“) – Teil einer wichtigen Nord-Süd-Verbindung vom Rheinland über die Schwäbische Alb nach Oberschwaben und von dort über die Alpen nach Italien – überquerte in der Ortsmitte von Dagersheim das Flüsschen Schwippe auf einer Furt. Heute führt an dieser Stelle eine Fahrbahnbrücke über die Schwippe.
1964 wurde dort das Rathaus über die Schwippe gebaut, das im Zuge der Zusammenlegung mit der Kreisstadt Böblingen zum Bezirksamt des Böblinger Ortsteils Dagersheim wurde. Der Eingliederungsvertrag vom 1. September 1971 sah einen Ortschaftsrat mit zwölf Mitgliedern vor, der in „wesentlichen Verwaltungsfragen“ entscheidungsbefugt sein sollte. Mit dem neu aufgelegten integrierten Ortsentwicklungskonzept, das 2017 auf den Weg gebracht wurde, wurde der selbstständige Charakter Dagersheims als eigener Ortsteil erneut betont.
Auf Basis der urkundlichen Erwähnung im Jahr 1075 feierte Dagersheim 2025 sein 950. Jubiläum.
Der Name „Schlapphüadle“, wie die Dagersheimer im Lokalkolorit genannt werden, rührt aus jener Zeit, zu der in Dagersheim ein großer Teil des lokalen Handwerks zu Hause war. Der Schlapphut ist das Markenzeichen der Zimmerleute, deren Wanderburschen man auch heute noch über Land vereinzelt mit dieser breitkrempigen Kopfbedeckung antrifft.

## Politik

### Wappen

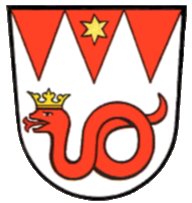
Wappen von Dagersheim

Dagersheim besitzt ein historisches Wappen, das neben dem Stadtwappen der Kernstadt Böblingen bis heute geführt wird. Es zeigt eine gekrönte rote Schlange mit einfach gewundenem Korpus; die ausgestreckte Zunge des Tieres ist rot und gespalten. Den Hintergrund des Tieres bildet ein weißes Gebirge, zwischen dem der sechsfach gezackte Dagersheimer Morgenstern (Dagersheim – „Tag-erschein!“) aufgeht. Die Wappenkomposition geht auf das Spätmittelalter zurück.

### Ortsvorsteher
In den Jahren 1948 bis 1975 war Erich Maier Bürgermeister von Dagersheim. Er wurde im Zuge der Eingliederung in die Kreisstadt Böblingen im Jahr 1971 zum ersten Ortsvorsteher.
Ihm folgte Herbert Kopetschke (1938–2024), dessen Verwaltungslaufbahn bereits 1962 in Dagersheim begonnen hatte. 1975 trat er sein Amt als Ortsvorsteher an und wurde erst nach fast 25 Jahren, am 20. Dezember 1999, von Böblinger Oberbürgermeister Vogelgsang in den Ruhestand verabschiedet.
Von 2000 bis 2006 leitete Peter Müller die Geschicke des Ortes. Als 31-Jähriger trat er am 1. März 2000 seinen Dienst an und verließ Dagersheim nach etwas mehr als sechs Jahren, um in Renningen stellvertretender Bürgermeister und Beigeordneter zu werden.
Den Stuhl des Ortsvorstehers nahm am 18. Juli 2006 Thomas Matrohs ein, der fast auf den Tag genau drei Jahre im Amt blieb, um schließlich in das Bürgermeisteramt von Deizisau zu wechseln.
Die erste Frau an der Dagersheimer Verwaltungsspitze war Susanne Weiß, die als 39-Jährige Baurechtssachbearbeiterin aus Remseck am Neckar kam. Am 23. September 2009 votierte der Ortschaftsrat mit großer Mehrheit für sie, die auch später für ihren Pragmatismus und ihren Fleiß großes Lob erhielt. Nach ihrem Ausscheiden wechselte sie in die freie Wirtschaft.
Ihr folgte im Alter von 29 Jahren der Diplom-Verwaltungswirt Michael Möslang. Er wurde am 6. Dezember 2012 zum neuen Ortsvorsteher gewählt.
Nach ihm trat Hannes Bewersdorff im Jahr 2013 seinen Dienst an. Unter seiner Hand begann die Ausarbeitung des Integrierten Ortsentwicklungskonzepts und die Ausweisung des Gassenquartiers als Sanierungsgebiet. Im Alter von 31 Jahren verabschiedete er sich im Jahr 2019 als neuer Ressortchef für Bildung und Wirtschaft bei der Crailsheimer Stadtverwaltung.
Mit Alessandra Hütter bekam Dagersheim im Juni 2019 zum zweiten Mal eine Ortsvorsteherin. Gemeinsam mit dem Stadtarchiv leitete sie die Bauzaunausstellung „50 Jahre Böblingen-Dagersheim“. Und sie rief die Veranstaltungsreihe „Dagersheim-Ost“ ins Leben. In ihrer Amtszeit wurden ein Spielplatz gebaut, verschiedene Bebauungsplanverfahren eingeleitet und es entstand eine umfangreiche Ideensammlung für das Jubiläum „950 Jahre Dagersheim“, die mit Einbindung der Bürgerschaft erarbeitet worden war. Dagersheim verließ sie im Jahr 2023, um in Herrenberg die Leitung des Amtes für Stadtentwicklung zu übernehmen.
Seit September 2023 ist der in Dagersheim aufgewachsene Hendrik Queck Ortsvorsteher von Dagersheim.

## Stadtentwicklung und Infrastruktur

### Einwohnerzahl
Trotz der städtebaulichen Erweiterungen in der Nachkriegszeit hat Dagersheim seine dörfliche Struktur bei einer nur moderat gestiegenen Einwohnerzahl weitgehend erhalten können. Waren es im Jahr 1985 noch 5139 Einwohner, zählte die Bürgerschaft Stand 2020 rund 6800 Menschen. Das sind 12,8 Prozent der Gesamteinwohner Böblingens zu dieser Zeit. Knapp mehr als die Hälfte der Einwohnerschaft ist weiblich. Das Durchschnittsalter liegt bei knapp 42 Jahren, womit Dagersheim zu den „jüngeren“ Stadtteilen Böblingens gehört. Etwa ein Fünftel der Bürgerschaft ist unter 18 Jahre alt, 43 Prozent der Einwohner sind zwischen 18 und 50 Jahre alt, und ein gutes Drittel ist 50 Jahre und älter. Pro Jahr werden durchschnittlich 88 Kinder geboren. Der Anteil an Menschen mit ausländischem Pass beträgt 2020 etwa 22 Prozent und ist damit um gute drei Prozentpunkte gegenüber dem Jahr 2001 gestiegen. Sie kommen aus 60 verschiedenen Ländern, am häufigsten aus Italien.

### Historische Entwicklung
Dagersheim ist seit dem Zusammenschluss mit Böblingen im Jahr 1971 ein Stadtteil mit starkem Eigencharakter geblieben. Früh wurde deutlich, dass die Erhaltung des historischen Ortsbildes ein zentrales Anliegen der Bevölkerung ist. Statt einer umfassenden Sanierung wie in anderen Gemeinden entschied man sich ab den 1980er-Jahren für eine behutsame Bestandserhaltung und punktuelle Aufwertung.

### Ortskernsanierung
Ein wichtiger Meilenstein war die Aufnahme in das Landessanierungsprogramm im Jahr 1986. Es folgte ein Architektenwettbewerb zur Neugestaltung des Ortszentrums, den das Büro Wohnhaas für sich entschied. Besonders bedeutend war die Sanierung der Zehntscheune, in dem sich die Stadtteilbibliothek sowie die Musikschule befinden. Auch der Dorfplatz wurde 1994 vollständig neugestaltet. Seitdem finden dort regelmäßig ein Wochenmarkt und ein Weihnachtsmarkt statt. 1995 wurde der von Gerhard Johlige entworfene Brunnen installiert und verleiht dem Platz seither ein unverwechselbares Gesicht. Im Jahr 2003 wurde die Festhalle als multifunktionale Veranstaltungshalle eröffnet. Sie bietet auf über 1.000 m² Raum für Kultur, Sport und Feste und erhielt 2008 einen gestifteten Konzertflügel. Rund 6,5 Millionen Euro wurden damals an öffentlichen Mitteln in 48 Sanierungsprojekte investiert. Zählt man die Beiträge privater Bauherren hinzu, liegt das gesamte Investitionsvolumen bei über 50 Millionen Euro.
Im Jahr 2018 wurde das Sanierungsgebiet „Gassenquartier“ innerhalb des Integrierten Ortsentwicklungskonzepts erneut ausgewiesen. Nach wie vor geht es um die Erhaltung der historischen Gebäude und um die Verbesserung der Infrastruktur, wobei der größte Zankapfel die Innenraumverdichtung nebst notwendiger Parkflächen ist, die die Böblinger Stadtverwaltung durchzusetzen versucht und gegen die sich die Dagersheimer mit ihren Ortschaftsräten vehement wehren, weil die Gassen im Ortskern keinen stehenden Verkehr mehr aufnehmen können. Über 80 Einzelmaßnahmen wurden angestoßen, darunter Förderungen für private Sanierungen, Begrünung öffentlicher Flächen, neue Fußwege und barrierefreie Infrastruktur. Die Förderung läuft noch bis mindestens 2027, jährlich stehen rund 60.000 Euro zur Verfügung.

### Neue Wohngebiete
In den 1980er- und 1990er-Jahren entstand das Wohngebiet „Eichenpfädle“ mit verkehrsberuhigten Straßen und einem Kindergarten. Ab 1993 folgte das Neubaugebiet östlich der Goethestraße – der spätere „Rübländer“ – das durch einen großen Spielplatz und eine Kindertagesstätte ergänzt wurde. Seit 2013 wird das Gebiet „Waldstraße-Ost“ entwickelt, mit über zehn Hektar Fläche und neuen Wegen, Plätzen und Spielmöglichkeiten. Weitere Neubauten in der Berggasse, der Mühlstraße und der Schulstraße bieten moderne Miet- und Eigentumswohnungen.
Mit von bis zu 30 Prozent an städtischen Fördermitteln wurden attraktive Anreize für die Eigentümer geschaffen. Gut 60.000 Euro an zuwendungsfähigen Kosten sind beispielsweise für das Jahr 2025 eingeplant, das Programm selbst läuft zunächst bis 2027. Durch weitere Innenverdichtung und Gebäude-Umnutzungen soll am Ende mehr als ein halber Hektar an Neubauland eingespart werden.

### Bildung, Gemeinschaft, Sport
Die Dagersheimer Grundschule wurde mehrfach modernisiert und für 2025 ist ein weiterer Ausbau durch die Aufstockung des Dachgeschosses geplant. Die Rappenbaumschule, zuletzt als Unterkunft für Geflüchtete genutzt, wird 2025 abgerissen. Die Sporthalle bleibt erhalten und wird weiterhin von Vereinen genutzt. Die Schwippe-Halle wurde 2024 saniert und dient heute ausschließlich dem Schulsport. Ein mittelfristiges Ziel bleibt die Schaffung einer weiterführenden Schule direkt in Dagersheim. Im Jahr 2025 soll die Schule generalsaniert und das Dachgeschoss des ehemaligen Rektorenhauses sowie das Hauptgebäude ausgebaut werden. Vier zusätzliche Klassen- und weitere schulbegleitende Räume und ein größeres Lehrerzimmer sollen entstehen.
Das Haus der Vereine, 1985 eröffnet, dient als Treffpunkt für zahlreiche Vereine, Jugendgruppen und Seniorenkreise. Es soll in den kommenden Jahren umfassend saniert werden. Das Waldstadion wurde in den 1990er-Jahren erweitert und 2016 modernisiert. Heute dient es regionalen Sportwettkämpfen.
Am Ortsrand Richtung Ehningen liegt das sogenannte Rappenbaumgelände mit Sporthalle, Hallenbad und ehemals auch einer weiterführenden Schule, die 2012 aufgrund sinkender Schülerzahlen geschlossen und 2025 schließlich abgerissen wurde. Das Areal steht unter der Nutzung des mit der Nachbargemeinde unterhaltenen Zwecksverbands Dagersheim/Darmsheim. Im besonderen Fokus befindet sich das 1974 gebaute Hallenbad, um Kindern weiterhin das Schwimmenlernen vor Ort zu ermöglichen. 1999 wurde es für über eine halbe Million Mark saniert. Davor diente das Gebäude ab 2014 der Unterbringung von Flüchtlingen, die um 2020 herum in eine neue Flüchtlingsunterkunft im Mönchäcker umzogen sind. Im Gegensatz zur Schwippe-Halle neben der Grundschule, die im Rahmen des „Bund-Länder-Investitionspakts Sportstätten“ 2024 saniert wurde und die als reine Sporthalle dient, ist die Rappenbaumhalle als Mehrzweckhalle im weiter wachsenden Dagersheim und Darmsheim für Freizeitangebote nach wie vor interessant. Deshalb gehört auch sie zum Maßnahmenplan innerhalb des Integrierten Ortsentwicklungskonzepts.

### Denkmalschutz
In Dagersheim stehen 16 Gebäude unter Denkmalschutz, darunter die Zehntscheune, das Bezirksamt, die Kirche, der Friedhof und mehrere Fachwerkhäuser.

## Kultur und Sehenswürdigkeiten

### Bauwerke und Kulturdenkmale

#### Bezirksamt
Bis zur Eingemeindung Dagersheim in die Kreisstadt Böblingen am 1. September 1971 war das 1964/65 nach den Entwürfen der Architekten Renate und Claus Weisbach errichtete Bezirksamt das Rathaus der autarken Gemeinde Dagersheim. Deren letzter Bürgermeister, von dort an Ortsvorsteher, war Erich Maier. Ende der Zehnerjahre gab es dann eine Debatte über die Sanierung oder den Abriss des Bezirksamtes. Während der Böblinger Oberbürgermeister Lützner für einen Neubau war, sprach sich der Dagersheimer Alt-Stadtrat Schüle vehement gegen den Abriss aus. Die Mehrheit der Dagersheimer stimmte denn auch 2012 für den Erhalt des Gebäudes, zumal eine Sanierung rund 2,5 Millionen Euro günstiger war. Eine Kunsthistorikerin erfasste das Bezirksamt als modernes Baudenkmal, was die Debatte schließlich beendete. Das Gebäude wurde mehrfach modernisiert, zuletzt 2024/2025, unter anderem mit Pelletheizung, Aufzug und Trauzimmer. Es ist ein markantes Wahrzeichen direkt über der Schwippe und bildet ein ansprechendes Ensemble mit dem Dorfplatz. Seit 2016 hat das Bezirksamt eine eigene Homepage innerhalb der Böblinger Stadtverwaltung.

#### Festhalle
Nach umfangreichen Bürgerprotesten wurde die baufällige Turnhalle aus den Vierzigerjahren im Jahr 2003 abgerissen. Die Ausschreibung für die Vorentwürfe hatte das Tübinger Architekturbüro Ackermann & Raff gewonnen. Das Gesamtprojekt kostete knapp 3,3 Millionen Euro. Zum Zeichen der Verbundenheit mit ‚ihrem‘ Ortsteil stifteten die mittlerweile versöhnten Dagersheimer Vereine 2005 eine Nachbildung des Ortswappens, das an der Ostseite des Gebäudes angebracht wurde. Ihre Gesamtfläche beträgt rund 1000 m², Saal und Galerie bieten rund 500 Zuschauern Platz. im Jahre 2008 bekam sie einen neuen Konzertflügel; 2025 wurde das Belüftungssystem saniert. Hier finden unter anderem Bürgerversammlungen, Konzerte und Theateraufführungen statt.

#### Waldstadion
Das 1980 für 640 Zuschauer errichtete Waldstadion wurde seit Anfang der Neunzigerjahre mehrmals umgebaut und saniert. Heute verfügt es über Leichtathletikanlagen, mehrere Spielfelder, eine Spielstraße und eine Überdachung mit Kiosk, Rasen- und Beachvolleyballfelder, Tennisplätze, Weitwurf- und eine Fluchtlichtanlage. An den Wochenenden bewirtet der TSV Dagersheim. Hier finden alle gängigen Ball- und Leichtathletiksportarten bei fast jeder Witterung statt, wie zum Beispiel die Kreisligaspiele der TSV-Abteilung Fußball.

#### Zehntscheune

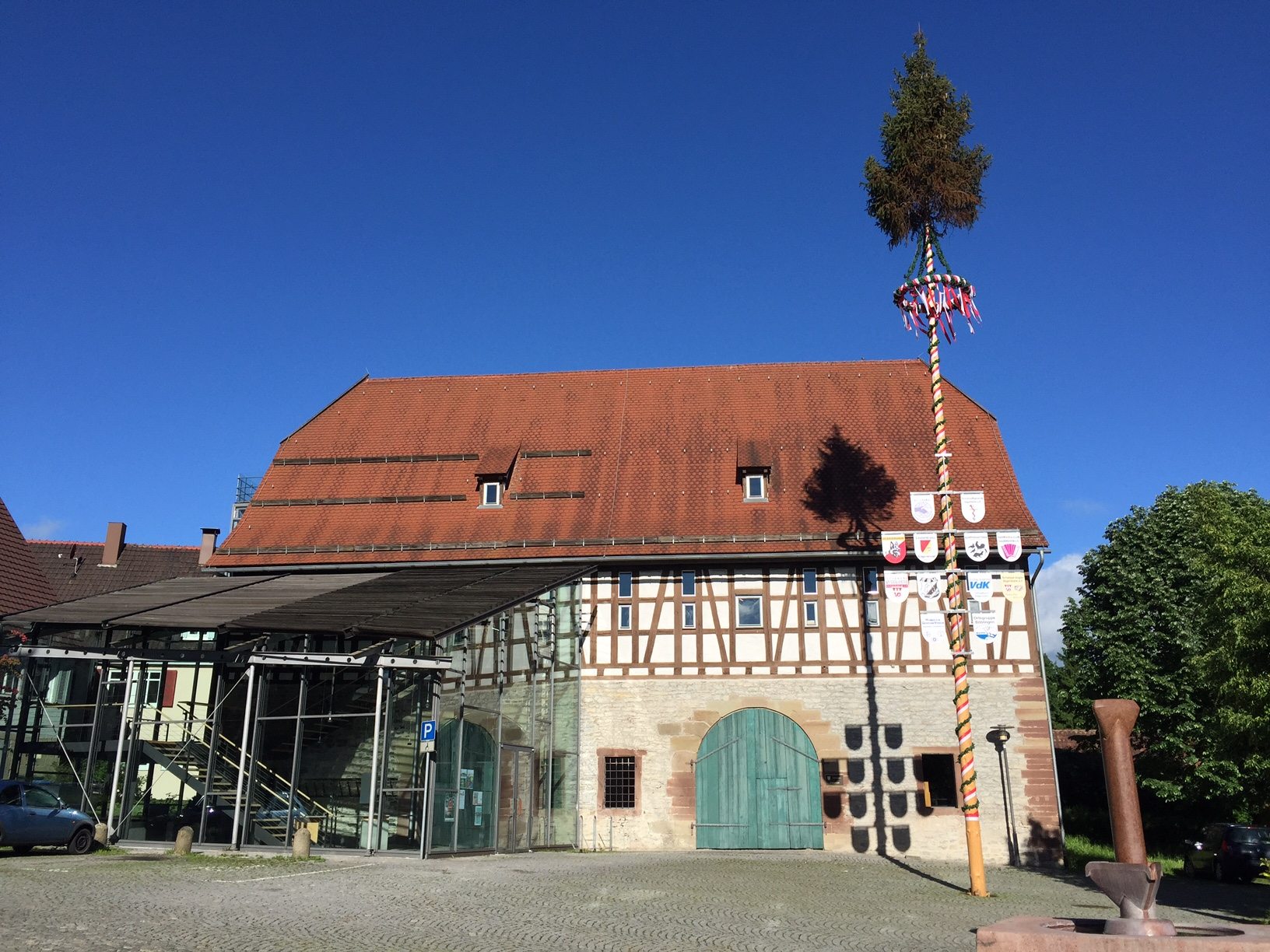
Zehntscheune, Außenansicht

Die Zehntscheune wurde früher für die Abgabe und Aufbewahrung der Naturaliensteuer, den sogenannten Zehnt, verwendet. Zum ersten Mal wurde die Dagersheimer Zehntscheuer im Jahre 1568 schriftlich erwähnt. Aufgrund des schlechten baulichen Zustandes wurde sie im Jahr 1800 neu aufgebaut.
Und knapp 200 Jahre später erscheint das mittelalterliche Gebäude noch einmal in neuem Glanz: Die Zehntscheune wurde 1993 nach vollständiger Entkernung und Sanierung für fast sieben Millionen Mark wiederhergestellt. Das Projekt erforderte den Erwerb privater Gebäude- und Grundstücksteile, was sich durch lange Verhandlungen zog. Der Entwurf des Stuttgarter Architekten Wulf wurde aber noch 1993 einstimmig angenommen. 1994 wurde ein Benefizkonzert zugunsten eines neuen Flügels veranstaltet, der im selben Jahr eingeweiht wurde. 1997 fand hier das Böblinger Weltmusikfestival statt, was den Ortsvorsteher Kopetschke zu Spekulationen über den „internationalen Ruf“ der Zehntscheune veranlasste.
Heute prägt die Zehntscheune den Ortsmittelpunkt mit ihrem modernen Glasvestibül, einem großen Versammlungsraum und Konzertflügel. Das Gebäude verbindet Denkmalschutz mit moderner Technik, gewann 1996 einen Architekturpreis und wird für städtische, private Veranstaltungen sowie Vereinsaktivitäten genutzt. Im Obergeschoss befinden sich die Bibliothekszweigstelle und die Musik- und Kunstschule. Die Bibliothek, mit rund 10.000 Medien, verzeichnete 2024 genau 34.343 Ausleihen. Die Musikschule unterrichtet etwa 180 Schüler in klassischen Fächern, auch für Babys und Kleinkinder, die bereits im Säuglingsalter an Musik herangeführt werden.

#### Evangelische Kirche St. Agathe

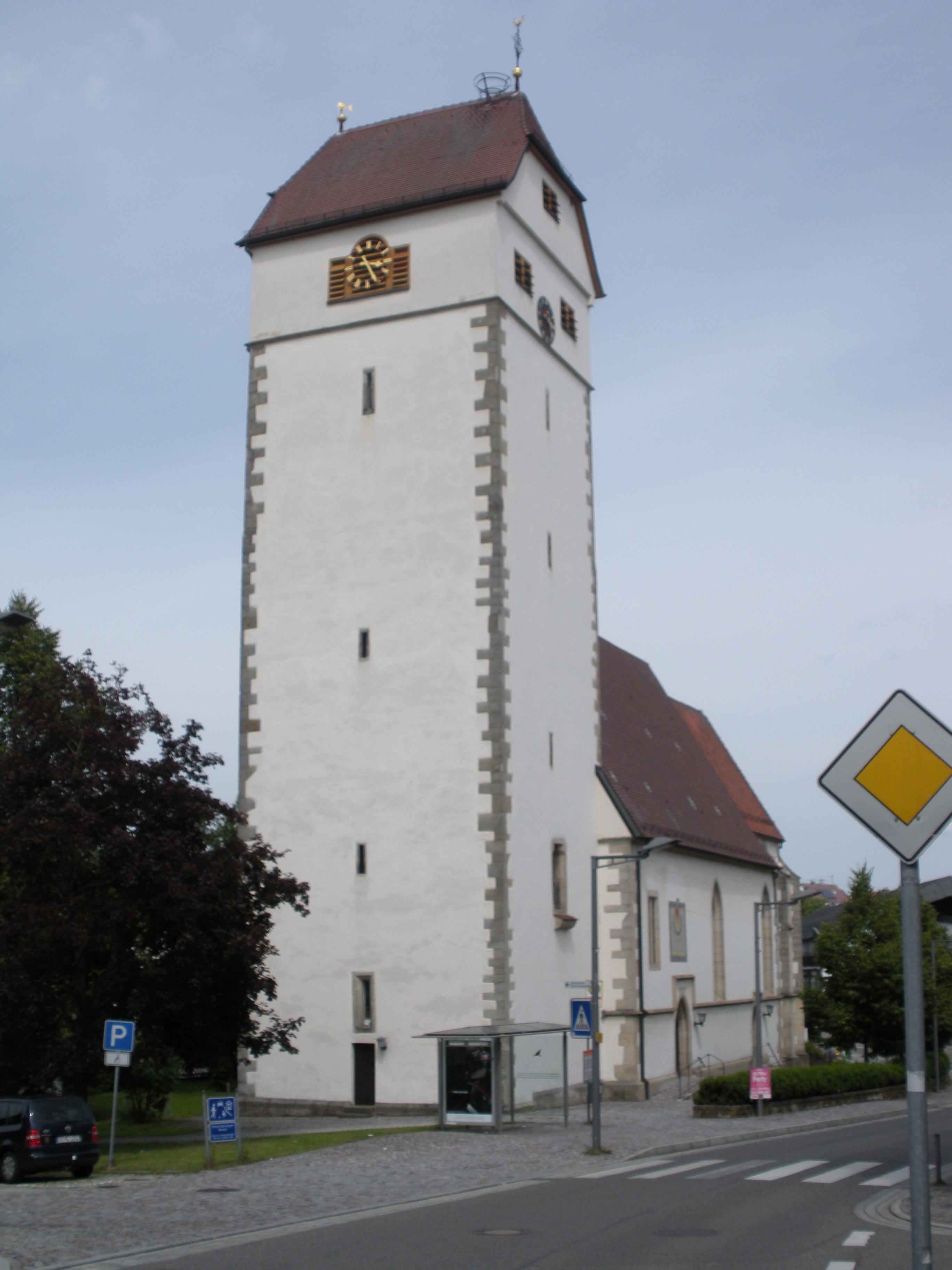
Evang. Kirche

Die 1491 im spätgotischen Stil erbaute Kirche liegt zentral am Dagersheimer Marktplatz und ist mit dem 36 m hohen Wehrturm weithin sichtbar. Die vom Orgelbauer Carl Gottlieb Weigle im Jahr 1857 gebaute Kegelladenorgel ist die älteste spielbare Orgel der Region. Ob das Patrozinium auf Agatha von Catania beruht, ist fraglich.

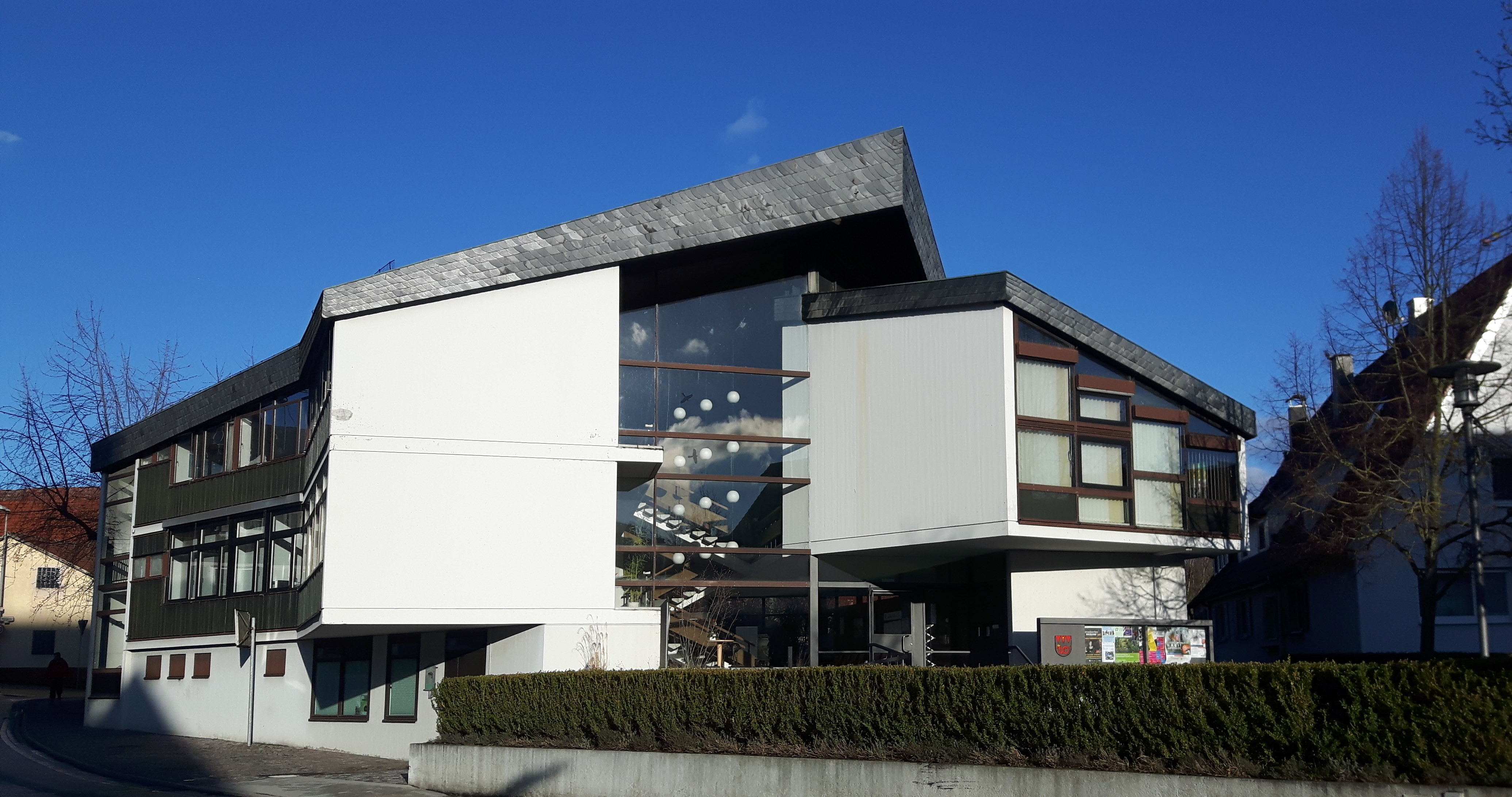
Bezirksamt Dagersheim

## Persönlichkeiten

### Söhne und Töchter des Ortes
- Gerhard Dannecker (* 1952), Jurist und Professor an der Ruprecht-Karls-Universität Heidelberg
- Volker Ziegler (* 1966), deutscher Tischtennistrainer und Bundestrainer Tischtennis des Deutschen Behindertensportverbandes

### Weitere Persönlichkeiten
- Immanuel Gottlieb Kolb (1784–1859), Pädagoge und Pietist, wirkte und verstarb in Dagersheim. Er war bis weit über die Stadtgrenzen hinaus bekannt. Seit 1850 ist er Ehrenbürger, zu seiner Beerdigung kam weit mehr als 2000 Trauergäste.[33]
- Schwester Marie Ziegler (1892–1979), begründete die Krankenpflege in Dagersheim Geboren am 30. Dezember 1892 verbrachte Marie Ziegler ihr Leben in Dagersheim als Gemeindeschwester.  Zu ihrem 75. Geburtstag am 30. Dezember 1967 erhielt sie das Ehrenbürgerrecht.  Ihr Geburtshaus in der Berggasse 23 wurde anlässlich ihres sechsten Todestages am 15. Mai 1985 mit einer Gedenktafel vonseiten der evangelischen Kirchengemeinde ausgestattet.  Im Jahr 2017 gedachte Dagersheim ihrer anlässlich ihres 25. Todestages am 15. Mai 2004. Man veranstaltete auf dem Friedhof eine Gedenkstunde mit Kranzniederlegung.[34]

## Vereine

### TSV Dagersheim e. V.
Der 1908 gegründete TSV ist mit seinen über 2200 Mitgliedern in 10 verschiedenen Abteilungen einer der Großvereine in der Region. Die größten Abteilungen sind Gymnastik, Fußball und Schwimmen.

### Feuerwehr-Musikkapelle Dagersheim e. V.
1927 gegründet, ist die Feuerwehr-Musikkapelle ein eigenständiger Verein mit etwa 500 Mitgliedern, der eng mit der Freiwilligen Feuerwehr aus Dagersheim verbunden ist. Der Verein ist über die Gebietsgrenzen hinaus bekannt durch das Neujahrskonzert sowie durch jährliche große Feste in Dagersheim wie das Göckelesfest und das Wasen warm up.

### Liederkranz Dagersheim 1847 e. V.
Der älteste Verein von Dagersheim wurde 1847 als Männerchor gegründet, wurde 100 Jahre später zu einem gemischten Chor und hat heute ca. 270 Mitglieder, die in unterschiedlichen Bereichen aktiv sind. Der Verein organisiert jährlich einige Konzerte und Theateraufführungen.

### Harmonika Club Dagersheim
1933 wurde der HC Dagersheim gegründet. Der Verein bereichert Dagersheim und Umgebung mit Akkordeon-Musik und trägt auch zu den vielfältigen Veranstaltungen wie den Kinderfasching am Faschingsdienstag, Maibaumstellen und den Weihnachtsmarkt bei.

## Sonstiges
Dagersheim verfügt auf östlicher Seite über ein Stauwehr, welches bei starken Regenfällen Wassermassen zurückhält um Überschwemmungen im weiteren Verlauf der Schwippe zu verhindern.